# Basilia cubana
Basilia cubana är en tvåvingeart som beskrevs av Hurka 1970. Basilia cubana ingår i släktet Basilia och familjen lusflugor.
Artens utbredningsområde är Kuba. Inga underarter finns listade i Catalogue of Life.